# جانيت هاس
جانيت هاس (3 يناير 1976 - ) هي لاعبة كرة قدم كندية في مركز الوسط.

## وصلات خارجية
- جانيت هاس على موقع الاتحاد الدولي (مؤرشف)  (الإنجليزية)
- جانيت هاس على موقع قاعدة بيانات كرة القدم.إي يو (الإنجليزية)